# Petrocephalus bovei
Petrocephalus bovei es una especie de pez del género Petrocephalus, familia Mormyridae, orden Osteoglossiformes. Fue descrita científicamente por Valenciennes en 1847.
Es una especie inofensiva para el ser humano.

## Descripción
La longitud estándar es de 11,5 centímetros. Puede alcanzar un peso máximo de 30 gramos y vivir poco más de 2 años.

## Distribución
Se distribuye por África: cuencas de Chad, Níger, Volta, Gambia y Senegal. También conocido en Costa de Marfil.